# Vriesea wurdackii
Vriesea wurdackii är en gräsväxtart som beskrevs av Lyman Bradford Smith. Vriesea wurdackii ingår i släktet Vriesea och familjen Bromeliaceae. Inga underarter finns listade i Catalogue of Life.